# Weyauwega (Wisconsin)
Weyauwega es una ciudad ubicada en el condado de Waupaca en el estado estadounidense de Wisconsin. En el Censo de 2010 tenía una población de 1900 habitantes y una densidad poblacional de 429,25 personas por km².

## Geografía
Weyauwega se encuentra ubicada en las coordenadas 44°19′25″N 88°55′59″O / 44.32361, -88.93306. Según la Oficina del Censo de los Estados Unidos, Weyauwega tiene una superficie total de 4.43 km², de la cual 4.1 km² corresponden a tierra firme y (7.37%) 0.33 km² es agua.

## Demografía
Según el censo de 2010, había 1900 personas residiendo en Weyauwega. La densidad de población era de 429,25 hab./km². De los 1900 habitantes, Weyauwega estaba compuesto por el 96.42% blancos, el 0.26% eran afroamericanos, el 0.21% eran amerindios, el 0.16% eran asiáticos, el 0.05% eran isleños del Pacífico, el 1.63% eran de otras razas y el 1.26% pertenecían a dos o más razas. Del total de la población el 6.05% eran hispanos o latinos de cualquier raza.